# Семенец, Валерий Васильевич
Валерий Васильевич Семенец (укр. Валерій Васильович Семенець) (род. 26 января 1955, Гребёнка) — советский и украинский учёный, доктор технических наук, профессор, ректор Харьковского национального университета радиоэлектроники.

## Биография
Семенец Валерий трудовую деятельность начал в локомотивном депо Гребёнка Южной железной дороги. 
В 1973-1975 годах служил в рядах Советской армии.
1975 поступил в Харьковский институт радиоэлектроники на факультет конструирования радиоаппаратуры и в 1980 году с отличием его окончил, получив квалификацию инженера-конструктора-технолога электронно-вычислительной аппаратуры. 
В 1984 году окончил аспирантуру, успешно защитил кандидатскую диссертацию «Методы и алгоритмы оптимизации размещения источников, выделяющих тепло, в многокристальных микросборках с учётом условий трассировки электрических соединений».
В 1992 году защитил докторскую диссертацию на тему «Теоретические основы автоматизированного конструирования технических систем на базе многокристальных микросхем». В 1994 присвоено учёное звание профессора.
В последующие годы работал доцентом, профессором кафедры биомедицинской электроники, проректором по учебно-методической работе (1995-2003), первым проректором (2003-2012).
В 2017 избран ректором ХНУРЭ.

## Звания и награды
Государственная премия Украины в области науки и техники за работу «Система управления финансами в области образования и науки» (2008)
«Отличник образования Украины» (1999)

## Научная деятельность
Валерий Семенец автор более 300 публикаций, среди которых 49 учебных пособий, 2 учебника, 7 монографий, 65 патентов и свидетельств на изобретения. Является главным редактором Всеукраинского межведомственного научно-технического сборника «Автоматизированные системы управления и приборы автоматики», журнала «Современное состояние научных исследований и технологий в промышленности».
Под его руководством защищены 3 докторских, 8 кандидатских диссертаций.
Член диссертационного совета по защите диссертаций в Харьковском национальном университете радиоэлектроники. Председатель Учёного Совета ХНУРЭ.

## Международная деятельность
1998-1999 — эксперт проекта Европейского Союза «Tempus-Tasis» Ювяскюля, Финляндия.
1999 — руководитель программы стажировки студентов на предприятиях Германии по линии DAAD.
2001 — руководитель делегации по установлению партнёрских отношений с университетами КНР, г. Гуанжоу.
2003 — координатор проекта Государственного департамента США «А Partnership for Educational and Technical Change», Бетлехем.
2004 — координатор проекта Государственного департамента США «А Partnership for Educational and Technical Change», Баку, Азербайджан.
2009-2014 — член Координационного совета Министерства образования и науки Украины по обучению студентов-инвалидов.
С 2017 года возглавляет официальные международные делегации по установлению партнёрских отношений в сфере образования и науки с университетами Польши, Франции, Китая, Латвии и других стран.